# 앤서니 저브
앤서니 저비(Anthony Zerbe, 영어 발음: /ˈzɜrbiː/, 1936년 5월 20일 ~ )는 미국의 배우이다.

## 출연 작품

### 영화
- 몰리 맥과이어스 (1970)
- 오메가 맨 (1971)
- 빠삐용 (1973)
- 잘 가요 내 사랑 (1975)
- 터닝 포인트 (1977)
- 데드존 (1983)
- 007 살인면허 (1989)
- 스타 트랙 9 - 최후의 반격 (1998)
- 트루 크라임 (1999)
- 매트릭스 2: 리로디드 (2003)
- 매트릭스 3: 레볼루션 (2003)